# Kara-Sal
Il Kara-Sal (in russo Кара-Сал?) è un fiume della Russia europea meridionale (oblast' di Rostov, oblast' di Volgograd e Calmucchia), affluente di sinistra del Sal. Nel corso superiore è conosciuto col nome di Chamchurka.
Il fiume ha origine sull'altopiano Ergeni a nord-est del villaggio di Kanukovo e scorre in direzione sud-occidentale. Sfocia nel Sal a 533 km dalla foce. Ha una lunghezza di 134 km; l'area del suo bacino è di 3 070 km². Il maggior affluente, proveniente dalla sinistra idrografica è l'Akšibaj (lungo 103 km).